# Invasion de la Tchécoslovaquie par le pacte de Varsovie
Guerre froide
L'invasion de la Tchécoslovaquie par le pacte de Varsovie débuta dans la nuit du 20 au 21 août 1968, lorsque les troupes du pacte de Varsovie envahirent la République socialiste tchécoslovaque pour mettre fin au Printemps de Prague, un ensemble de réformes de libéralisation politique engagé par Alexander Dubček. Pendant l'intervention, 500 000 soldats attaquèrent la Tchécoslovaquie. Une centaine de Tchèques et de Slovaques furent tués et il y eut environ 500 blessés pendant l'invasion,.
L'intervention du pacte de Varsovie stoppa les réformes et renforça l'autorité du Parti communiste tchécoslovaque. La politique étrangère de l'Union soviétique énonça ainsi une souveraineté limitée des États satellites de l'Union soviétique, connue sous le nom de doctrine Brejnev.

## Contexte international

### Craintes de l'Union soviétique
Léonid Brejnev et les dirigeants du Pacte de Varsovie qui réunissait, autour de l'Union des républiques socialistes soviétiques, la Bulgarie, la République démocratique allemande, la Hongrie et la Pologne, craignaient que les libéralisations engagées dans le pays, à partir d'avril 1968, y compris la cessation de la censure et de la surveillance politique par la police secrète, allassent à l'encontre de leurs intérêts.
La première de leurs préoccupations était que la défection de la Tchécoslovaquie du bloc soviétique affaiblirait les positions de l'Union soviétique dans une guerre possible avec l'OTAN. Non seulement cet affaiblissement conduirait à une perte de profondeur stratégique pour l'URSS, mais cela impliquerait également qu'elle ne pourrait plus disposer de la puissance industrielle de ce pays pour soutenir son effort de guerre.
Le Premier secrétaire du Parti communiste tchécoslovaque, Alexander Dubček, affirmait, comme il le rappelle dans ses mémoires, que « "ni mes alliés ni moi-même n'avions jamais envisagé le démantèlement du socialisme, même si nous nous séparions de divers dogmes du léninisme. Nous croyons encore en un socialisme indissociable de la démocratie, parce que son principe essentiel était la justice sociale. Nous pensions aussi qu'il fonctionnerait mieux dans un environnement orienté vers le marché et incorporant des éléments significatifs de l'entreprise privée."  
Les dirigeants tchécoslovaques n'avaient aucune intention de quitter le Pacte de Varsovie, mais Moscou pensait ne pas pouvoir être certain des intentions réelles de Prague et lança ainsi l'opération Danube (nom de code de l'invasion).

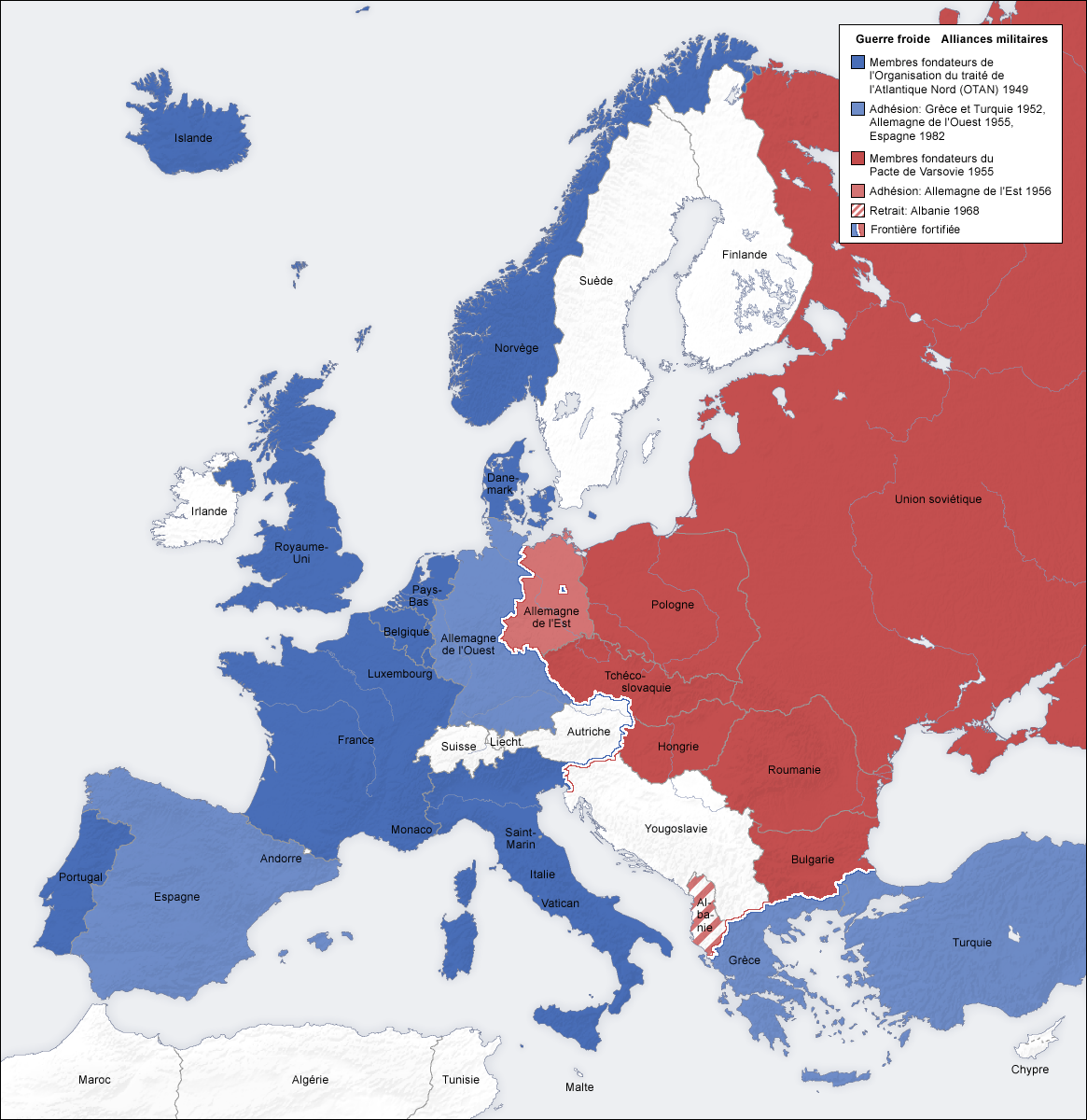
Les deux Blocs pendant la guerre froide.

Les autres craintes portaient sur les risques de contagion d'un communisme libéral et d'agitations en Europe de l'Est. Les pays du bloc soviétique s'inquiétaient des risques de déstabilisation de la Pologne et de la RDA, mettant à mal le statu quo. En Union soviétique, les tensions nationales en Estonie, Lettonie, Lituanie et Ukraine posaient déjà problème, et beaucoup craignaient que les évènements de Prague ne les exacerbent.
De plus, la Tchécoslovaquie ayant une frontière commune avec l'Autriche, de l'autre côté du rideau de fer, si les réformes aboutissaient à l'ouverture partielle des frontières, des agents étrangers pouvaient entrer plus facilement en Tchécoslovaquie puis se rendre de là dans n'importe quel pays communiste. À l'inverse, les dissidents pouvaient facilement partir vers l'Ouest. 
La dernière préoccupation était la disparition de la censure; les écrivains et journalistes pouvaient faire état de leurs doléances, contournant la censure imposée par l'Union soviétique.

### Désintérêt de l'OTAN
Les États-Unis et l'OTAN restèrent largement sourds face à l'évolution de la situation en Tchécoslovaquie. Alors que l'URSS avait la crainte de perdre un allié, les États-Unis n'avaient pas de souhait particulier d'en gagner un. Le président Lyndon Johnson avait engagé profondément son pays dans la guerre du Viêt Nam et était incapable de solliciter un support du Congrès pour un conflit potentiel en Tchécoslovaquie.
Par ailleurs, il voulait lancer les négociations sur un traité de contrôle des armes stratégiques avec les Soviétiques, nommé SALT. Il avait besoin d'un partenaire de bonne volonté à Moscou pour obtenir un accord, et ne voulait pas le mettre en risque en raison d'un conflit sur la Tchécoslovaquie. À cette fin, les États-Unis dirent clairement ne pas vouloir appuyer concrètement le mouvement du Printemps de Prague, donnant à l'URSS les mains libres pour agir.

## Montée de la tension

### Préparatifs militaires
Les archives tchécoslovaques, d'après Eduard Stehlik (cs), historien de l'Institut militaire d'histoire, montrent que dès le mois de janvier 1968, la direction soviétique suivait avec inquiétude l'évolution de la situation en Tchécoslovaquie. Des avertissements d'abord indirects apparurent à partir du mois d'avril 1968 dans les déclarations des généraux de l'armée soviétique. Ainsi, le 8 avril, le maréchal de l’armée rouge, Alexandre Gretchko, a ordonné le commencement de l’« opération Danube », une possible préparation à une intervention armée contre la Tchécoslovaquie.
Les documents d'archives fournissent aussi des témoignages sur la décision de Moscou d'occuper la Tchécoslovaquie. L'invasion avait été envisagée dès le mois de mai, un ordre a même été donné pour le 9 mai 1968. Une division blindée de l'armée soviétique devait profiter des célébrations de la fin de la Seconde Guerre mondiale, pénétrer dans le Nord de la Moravie et avancer, sous prétexte d'une opération défensive commune face aux puissances occidentales. Au dernier moment, l'ordre fut annulé.
Du 20 au 30 juin 1968, la Tchécoslovaquie fut le théâtre des manœuvres militaires appelées « Šumava », du nom de la région du sud-ouest de la Bohême, près de la frontière avec l’Allemagne, pendant lesquelles 30 000 soldats du bloc soviétiques engagèrent des exercices conjoints sur plusieurs théâtres d'opérations. Les armées soviétiques profitèrent des manœuvres pour approfondir leurs connaissances des axes routiers et ferroviaires, des aéroports, et du déploiement des armées tchécoslovaques. Des réseaux de liaison furent mis en place et, sous couvert des mouvements de troupes, des experts militaires qui n'étaient pas subordonnés à la direction tchécoslovaque, purent intervenir.

### Entretiens du 29 juillet

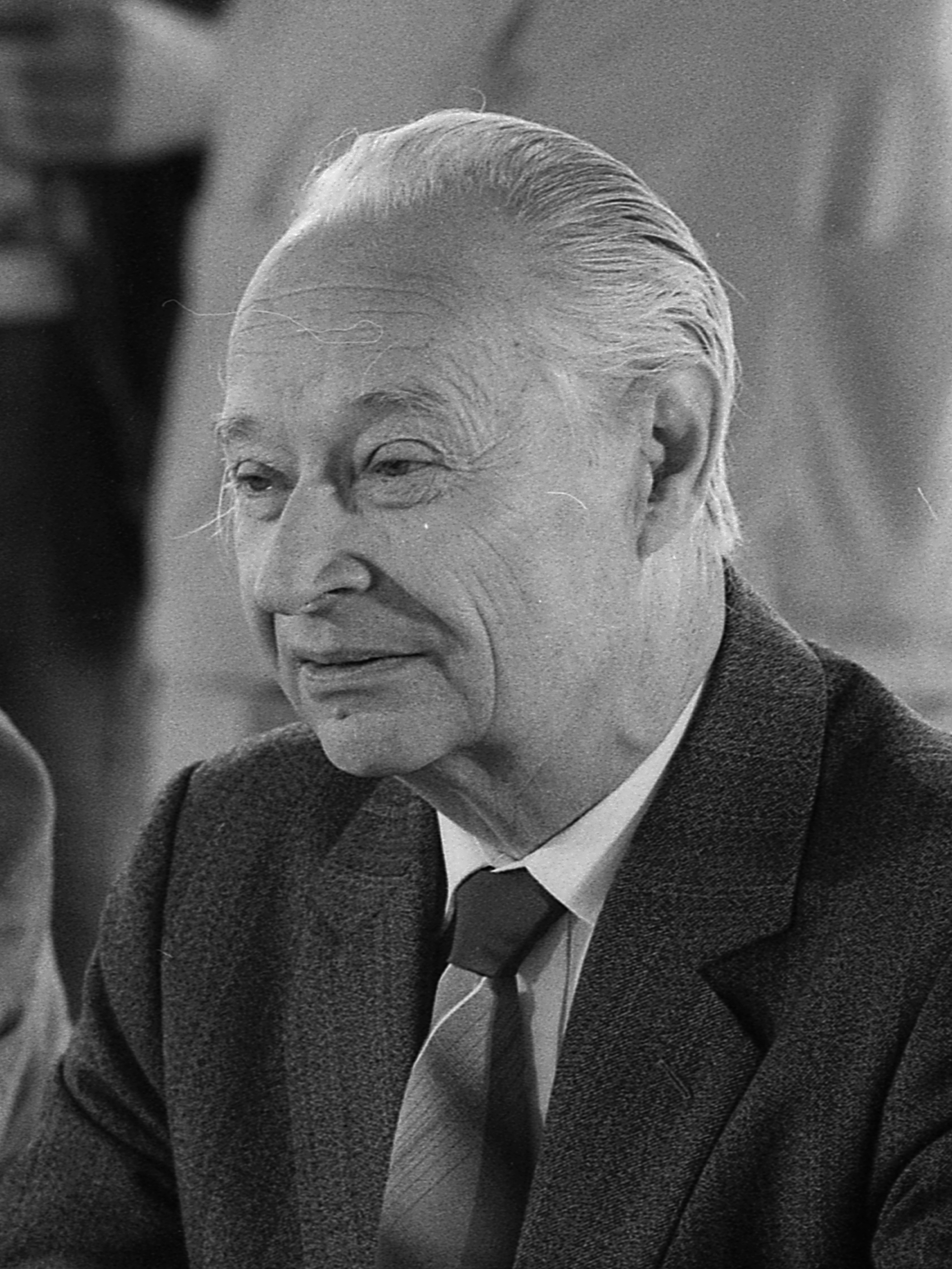
Alexander Dubček (1921-1992).

Les dirigeants soviétiques cherchèrent en même temps à interrompre ou limiter l'impact des initiatives de Dubček par la négociation. Les Tchèques et les Russes se mirent d'accord pour tenir des entretiens bilatéraux le 29 juillet 1968 à Čierna nad Tisou, près de la frontière entre la Slovaquie et l'URSS.
Lors de ce meeting, Dubček argumenta en faveur du programme de l'aile réformatrice du PC tchécoslovaque (KSČ) tout en renouvelant ses engagements vis-à-vis du Pacte de Varsovie et du Conseil d'assistance économique mutuelle (Comecon). Les dirigeants du PCT étaient cependant divisés entre des réformateurs vigoureux (Josef Smrkovský, Oldřich Černík ou František Kriegel) qui soutenaient Dubček, et des conservateurs (Vasil Biľak, Drahomír Kolder et Oldřich Švestka) qui adoptaient une attitude hostile aux réformes.
Brejnev se décida au compromis. Les délégués du PCT réaffirmèrent leur loyauté envers le Pacte de Varsovie et promirent de mettre au pas les tendances « anti-socialistes », d'empêcher la résurrection du parti social-démocrate tchécoslovaque, et de contrôler la presse de façon plus stricte. L'URSS accepta de retirer ses troupes (encore stationnée en Tchécoslovaquie depuis les manœuvres de juin 1968) et autorisa la réunion du XIVe Congrès du parti le 9 septembre.

### Conférence de Bratislava

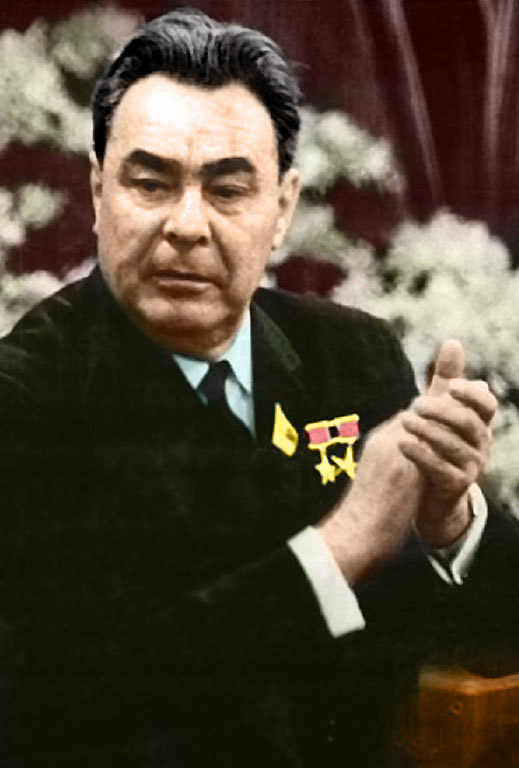
Léonid Brejnev, le 17 avril 1967.

Le 3 août 1968, les représentants de l'Union soviétique, de l'Allemagne de l'Est, de la République populaire de Pologne, de la Hongrie, de la Bulgarie, de la Roumanie et de la Tchécoslovaquie se rencontrèrent à Bratislava et signèrent la Déclaration de Bratislava. Elle affirmait la fidélité inébranlable au marxisme-léninisme et à l'internationalisme prolétarien et déclarait une lutte implacable contre l'idéologie bourgeoise et toutes les forces « anti-socialistes ». L'Union soviétique exprima son intention d'intervenir dans un pays membre du Pacte si un système bourgeois — un système pluraliste avec plusieurs partis représentant différents courants politiques— était instauré.
Cette politique soviétique de subordination des gouvernements socialistes de ses satellites aux intérêts du bloc (par la force si besoin est), véritable théorie de la souveraineté internationale limitée, fut ensuite connue sous le nom de doctrine Brejnev.
Comme tous ces entretiens lui paraissaient insatisfaisants, l'URSS accéléra l'étude des alternatives militaires. Après la conférence de Bratislava, les troupes soviétiques quittèrent le territoire tchécoslovaque mais restèrent massées le long des frontières du pays.
Dubcek ne croyait toujours pas que l'URSS allait attaquer: « Jusqu’au dernier moment, je n’avais pas cru que leurs dirigeants lanceraient une attaque militaire contre nous pour détruire et renverser notre évolution. (…) Il me fallut l’expérience personnelle décapante des jours et des mois à venir pour comprendre qu’en fait j’avais affaire à des gangsters. » «(...) jusqu’à quelques minutes avant minuit ce jour-là (le 21/8/1968) je croyais encore que les relations dans le camp « socialiste » étaient essentiellement civilisées. À coup sûr, la dernière chose que j’attendais, c’était de voir une réunion de présidium s’achever par la traque et l’enlèvement de la moitié de ses membres, moi-même compris." Mais d'après Lilly Marcou, dans cette affaire, Brejnev fut manipulé par Gomulka et Ulbricht .

## Déstabilisation du pouvoir tchécoslovaque

### Tentative de coup de force interne
Longtemps avant l'invasion, un coup de force interne fut préparé par Indra, Kolder et Biľak, parmi d'autres, qui se réunirent fréquemment dans les locaux de l'ambassade soviétique ou bien au centre de repos du Parti au barrage d'Orlík. Leur projet consistait à convaincre une majorité du Présidium (six des onze membres votants) de s'associer avec eux contre les réformistes de Dubček, puis de demander à l'URSS de lancer une action militaire. Les dirigeants de l'URSS considéraient pouvoir attendre le Congrès du parti communiste slovaque prévu le 26 août, mais les conspirateurs tchécoslovaques « requirent spécifiquement une intervention pour la nuit du 20 août ».
Le plan devait se dérouler ainsi. Un débat aurait lieu à la suite d'un rapport de Kašpar sur l'état du pays, au cours duquel les conservateurs insisteraient pour que Dubček présente les deux lettres qu'il avait reçues de l'Union soviétique, lettres qui mentionneraient les promesses qu'il avait faites lors des entretiens de Čierná nad Tisou mais qu'il n'avait pas tenues. La dissimulation de ces lettres par Dubček, et sa mauvaise volonté à honorer ses promesses conduirait à demander un vote de confiance que les conservateurs, alors majoritaires, gagneraient, leur permettant de s'emparer du pouvoir et de réclamer l'assistance des Soviétiques pour prévenir la contre révolution. Tout ce que l'URSS devait faire était d'éliminer la résistance des militaires tchécoslovaques.
Ayant ce plan en tête, la réunion du Politburo du PCUS les 16 et 17 août vota la résolution de « fournir l'aide au Parti communiste et au peuple tchécoslovaque par l'emploi de forces militaires ». Lors de la réunion du 18 août du Pacte de Varsovie, Brejnev annonça que l'intervention se déroulerait dans la nuit du 20 août, et demanda le « support fraternel », que les dirigeants de la Bulgarie, de la RDA, de la Hongrie et de la Pologne acceptèrent d'accorder.
Cependant, le coup de force ne put se dérouler comme prévu. Kolder voulait revoir le rapport de Kašpar au début du meeting, mais Dubček et Špaček, suspicieux envers Kolder, ajustèrent l'agenda pour que l'organisation du prochain 14e congrès du Parti soit discutée avant tout débat sur les réformes ou sur le rapport de Kašpar. Les discussions traînèrent en longueur, et avant que les conspirateurs aient eu une chance de demander le vote, les premières informations sur l'invasion arrivèrent au Présidium. Un message d'alerte "anonyme" fut en effet transmis par l'ambassadeur en Hongrie, Jozef Púčik, approximativement six heures avant que les troupes soviétiques ne passent la frontière. Quand les nouvelles se confirmèrent, la solidarité entre les conservateurs disparut. Lorsque le Présidium proposa une déclaration condamnant l'invasion, deux membres clés de la conspiration, Jan Pillar et Frantíšek Barbírek, changèrent de camp pour soutenir Dubček. Avec leur aide la déclaration s'opposant à l'invasion passa avec une majorité de sept voix contre quatre.

### Une lettre d'invitation
Bien que la nuit de l'invasion, le Présidium du PCT déclara que les troupes du Pacte de Varsovie avaient franchi les frontières sans que le gouvernement tchécoslovaque ne le sache, la Pravda publia la requête non signée, attribuée à des dirigeants du parti tchécoslovaque et de l'État, en faveur d'une « assistance immédiate, incluant assistance des forces armées ». Lors du 14e Congrès du PCT, réuni clandestinement aux lendemains de l'intervention, il fut souligné qu'aucun membre de la direction n'avait sollicité d'intervention. À cette époque, la plupart des commentateurs croyaient que cette lettre n'existait pas ou était un faux.
Pourtant, au début des années 1990, le gouvernement soviétique donna au nouveau président tchécoslovaque, Václav Havel, une copie de la lettre d'invitation adressée aux autorités soviétiques et signée par les membres du PCT : Biľak, Švestka, Kolder, Indra et Kapek. Ils proclamaient que les médias « droitistes » « fomentaient une vague de nationalisme et chauvinisme, et provoquaient une psychose anti-communiste et anti-soviétique ». Elle demandait formellement aux Soviétiques de « prêter support et assistance avec tous les moyens à leur disposition » pour sauver la République socialiste tchécoslovaque « du danger imminent de contre-révolution ».
Un article d'Izvestia en 1992 précisa que le candidat membre du Présidium Antonin Kapek donna lui aussi une lettre à Léonid Brejnev lors des entretiens soviéto-tchécoslovaques de Čierna nad Tisou fin juillet 1968 qui demandait une « aide fraternelle ». Une seconde lettre fut censément remise par Biľak au leader du parti bulgare Petro Shelest pendant la conférence de Bratislava début août « dans un rendez-vous arrangé par le chef de station du KGB dans les toilettes du Centre ». Cette lettre était signée par les cinq mêmes noms que dans la lettre de Kapek, mentionnée ci-dessus.

## Intervention

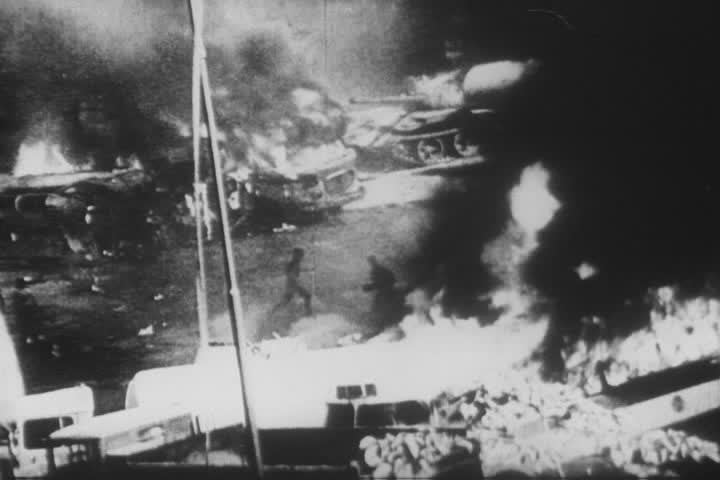
Barricades et chars soviétiques en feu.

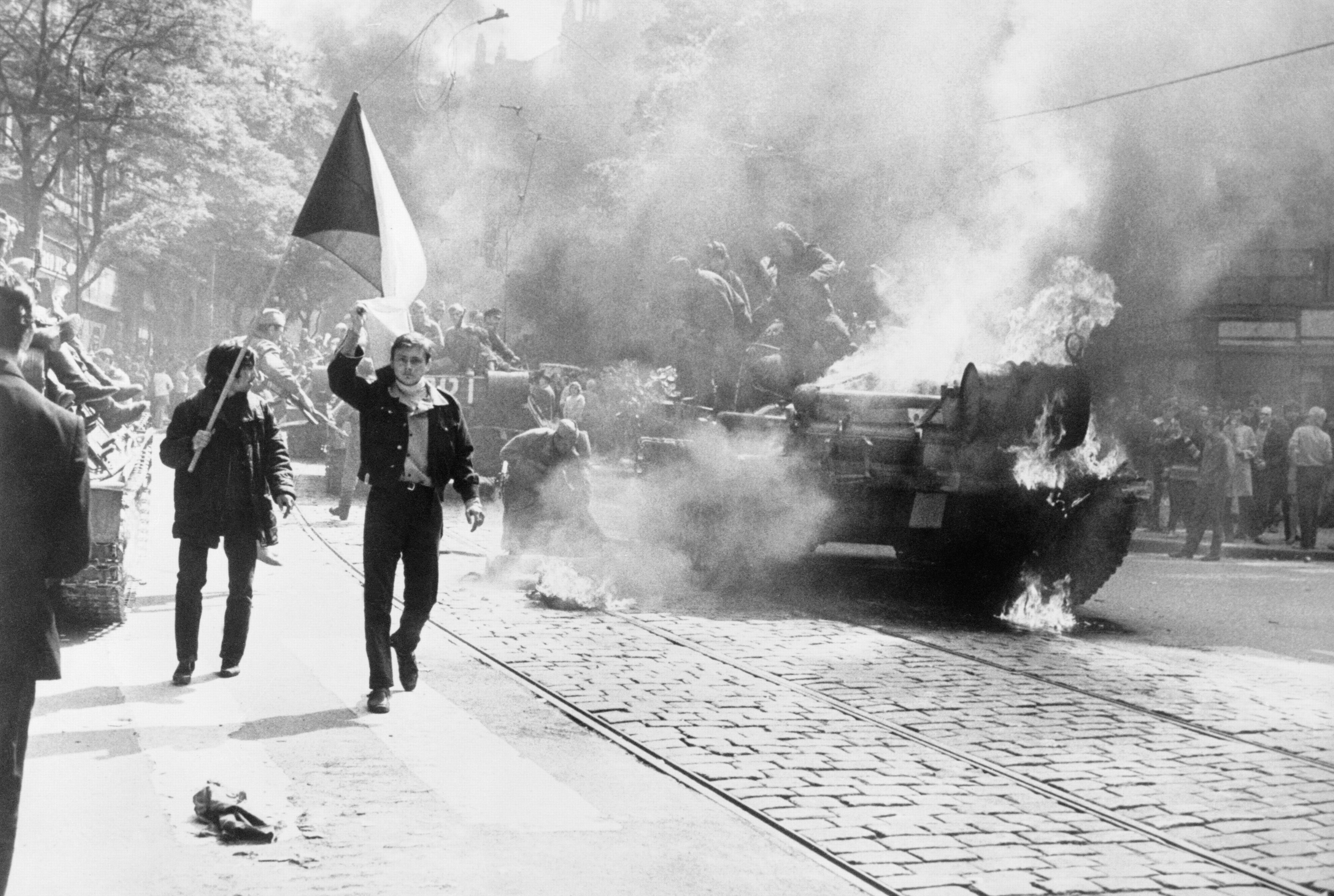
Tchécoslovaques arborant leur drapeau national, passant près d'un char soviétique incendié à Prague.

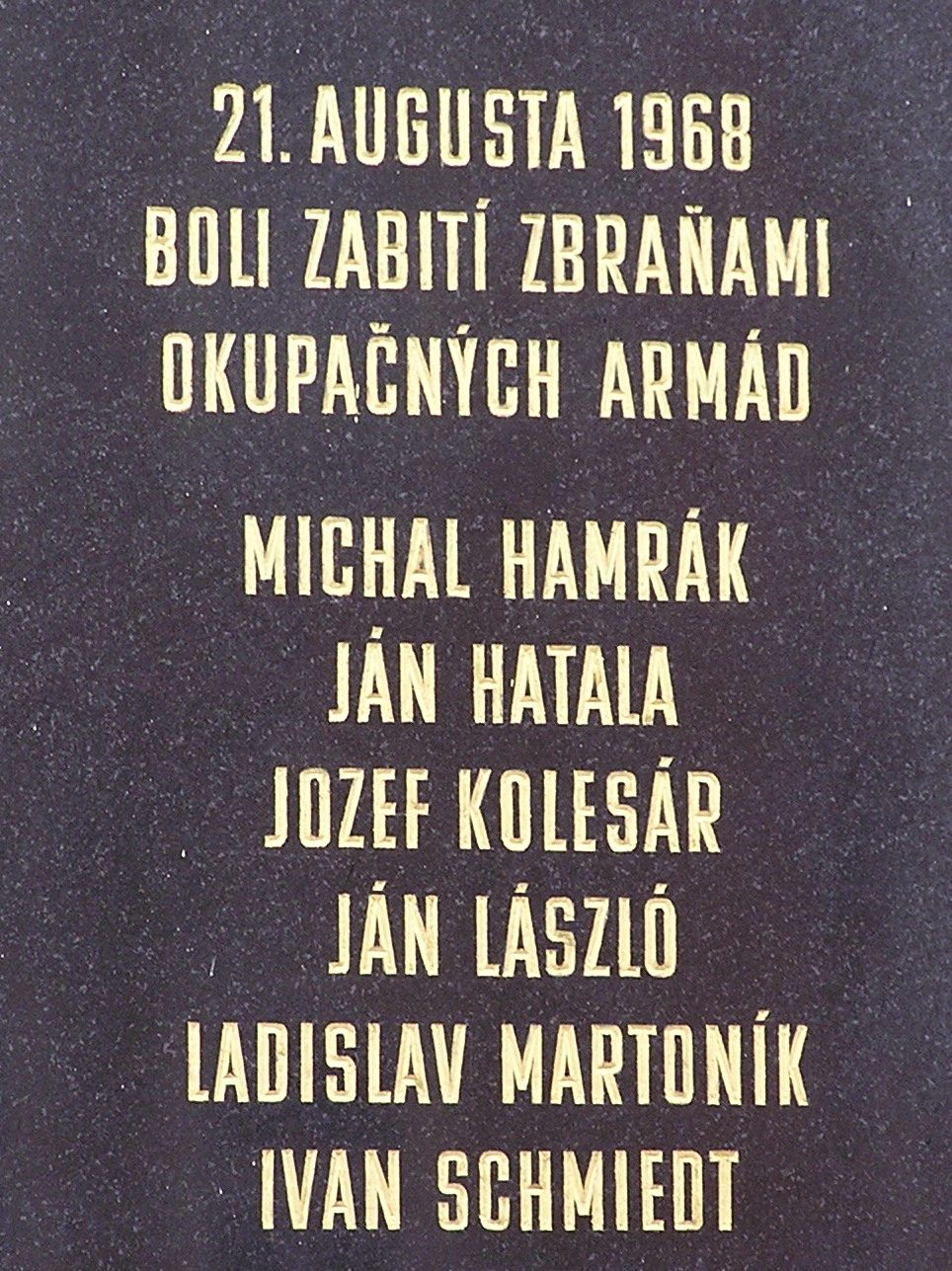
La plaque commémorative de Košice, en Slovaquie.

Vers 23 heures le 20 août 1968, les armées de quatre pays du Pacte de Varsovie (Union soviétique, Bulgarie, Pologne, Hongrie) envahirent la Tchécoslovaquie. La participation de la RDA fut annulée sur ordre de Brejnev peu de temps avant le déclenchement de l'intervention. Cette nuit-là, 200 000 soldats et 2 000 blindés pénétrèrent dans le pays. D’autres sources parlent de 500 000 soldats,.

### Impréparation tchécoslovaque
Le régime Dubček n'avait pris aucune mesure pour parer une invasion potentielle, en dépit de mouvements alarmants des troupes du Pacte. Les dirigeants tchécoslovaques estimaient que l'Union soviétique et ses alliés ne lanceraient pas une invasion, et croyaient que le sommet de Čierna nad Tisou avait aplani les différends entre les deux parties.
Ils croyaient aussi qu'une invasion serait politiquement trop coûteuse, en raison d'un large soutien aux réformes et du fait que l'ampleur des réactions internationales serait trop importante, particulièrement avec l'approche de la Conférence mondiale communiste de novembre 1968. La Tchécoslovaquie aurait pu accroître le coût de l'invasion en battant le rappel du support international ou en réalisant des préparations militaires comme en bloquant routes et aéroports, mais décida de s'abstenir, ouvrant la voie à une invasion facile.

### Offensive du 21 août
L'invasion était bien préparée et coordonnée. Dès le lendemain de l'attaque terrestre, une division aéroportée soviétique (VDV) s'emparait de l'aéroport international de Prague Ruzyně dans les premières heures. Ensuite, un vol spécial de Moscou débarqua une centaine d'agents en civil qui sécurisèrent rapidement l'aéroport et ouvrirent le chemin pour les transports massifs des Antonov An-12 débarquant des troupes équipées d'artillerie et de blindés légers.
Pendant que les opérations sur l'aéroport continuaient, des colonnes de chars et de troupes motorisées se dirigeaient de toutes parts vers les principales villes et vers Prague sans rencontrer de résistance. 
Le 21 août dans la nuit, Alexander Dubček et trois ministres les plus actifs pendant le Printemps de Prague, Josef Smrkovský, Oldřich Černík et František Kriegel, ont été arrêtés et transportés en URSS où ils furent gardés au secret.
Le matin, le Gouvernement tchécoslovaque demanda à l'armée et au peuple de ne pas résister par les armes mais de refuser toute collaboration avec l'ennemi. La première consigne était de déménager et de cacher les moyens de communication afin que les autorités puissent coordonner la résistance. Le russe étant enseigné comme langue obligatoire, la population était invitée à parler aux soldats russes pour leur expliquer que la propagande soviétique les avait trompés et qu'ils n'avaient rien à faire en Tchécoslovaquie. 
« Mon ami Martin Porubjak (devenu Premier Ministre de la Slovaquie après la chute du Mur de Berlin) qui, le jour de l'occupation, accomplissait son service militaire en gardant l'entrée de la télévision, m'a raconté comment il avait réagi à l'arrivée des soldats russes qui devaient la saisir. Porubjak leur a demandé : "Avez-vous la 'boumazhka' ('papier', en russe, terme populaire désignant l'ordre écrit) ?" Face à ce gradé de l'armée alliée (après avoir terminé leurs études universitaires les Tchécoslovaques faisaient leur service en tant qu'officiers) les soldats russes ont fait demi-tour pour aller chercher la sacro-sainte 'boumazhka'. Quand ils sont revenus quelques heures plus tard, la télévision avait été déménagée. Elle a pu émettre pendant plusieurs jours encore. »
Face à cette attitude les envahisseurs n'ont pas osé utiliser leurs armes, : « L’occupant, incapable de donner des ordres ou de faire respecter la moindre instruction à la population, devenait grotesque. Terrifiant par sa puissance, il était écrasé moralement. »
La très grande majorité des forces d'invasion étaient russes. Les autres participants comprenaient 28 000 soldats de la 2e armée polonaise, provenant du district militaire de Silésie, commandée par le général Florian Siwicki ; quant aux troupes hongroises, peu nombreuses, elles furent retirées avant le 31 octobre. Les troupes roumaines ne prirent pas part à l'invasion, pas plus que celles d'Albanie, qui par ailleurs se retira du pacte de Varsovie à cette occasion. Le degré réel de participation de l'armée est-allemande (NVA) fut sans doute très faible : soit ses unités furent retirées en quelques jours, soit elles franchirent à peine les frontières.
Lors de l'offensive des armées du Pacte, 72 Tchèques et 19 Slovaques furent tués et des centaines de soldats furent blessés, le plus souvent par accident.

### Protocole de Moscou
Les conservateurs demandèrent au président Ludvík Svoboda de créer un « gouvernement d'urgence » mais puisqu'ils n'avaient pas obtenu une claire majorité pour les soutenir, le président refusa. 
Deux jours après le début de l'occupation, le Président de la République, Ludvík Svoboda, apparut à la télévision vêtu, de façon inhabituelle, de son uniforme de général de l'Armée rouge - grade militaire qu'il avait obtenu pendant la 2e guerre mondiale - et annonça qu'il allait se rendre à Moscou pour exiger la libération de Dubček et de ses trois ministres. Il a menacé que s'il n'obtenait gain de cause il allait se tirer une balle dans la tête devant les dirigeants du Kremlin. Le 23 août il s'est envolé accompagné par son gendre puis, après quatre jours de négociations, la délégation tchécoslovaque accepta un accord appelé le « Protocole de Moscou ».
Alexander Dubček, Josef Smrkovský, Oldřich Černík et František Kriegel ont pu rentrer à Prague. 
Néanmoins, le 16 octobre, le gouvernement tchécoslovaque signa son engagement à appliquer les quinze points du Protocole de Moscou qui demandait la suppression des groupes d'opposition, le total rétablissement de la censure et la mise à l'écart des cadres ouvertement réformistes. Il ne définit cependant pas la situation en Tchécoslovaquie comme « contre-révolutionnaire » ni ne demanda un retour en arrière sur tous les événements qui s'étaient produits depuis janvier.

## Réactions

### En Tchécoslovaquie
L'opposition du peuple à l'intervention soviétique s'exprima dans d'autres, de très nombreux actes spontanés de résistance non violente. À Prague comme dans d'autres villes, les Tchèques et les Slovaques accueillirent les soldats du Pacte de Varsovie par des quolibets et des reproches véhéments. En plein mois d'août, sous le soleil torride, personne ne leur aurait offert un verre d'eau. Des milliers de dessins d'humour ridiculisaient les politiciens et l'armée soviétiques. Des graffiti peints sur les murs (dont le célèbre « Lénine, reviens, Brejnev est devenu fou ! »), les chaussées et parfois même sur les chars exprimaient le refus de l'occupation. Des cheminots ont fait tourner en rond pendant plusieurs jours le train russe apportant le matériel qui devait permettre de traquer les émetteurs des radios et des télévisions. De même pour ralentir l'avancée des armées les panneaux routiers furent détournés pour indiquer de mauvaises directions et les plaques de rues enlevées. Ainsi, une unité polonaise s'est-elle retrouvée en Pologne. Pour entraver l’action des - rares - collaborateurs les médias publiaient leur nom et les numéros d'immatriculation de leurs voitures.
L'historien français, Jean-Paul Demoule, quitte la Tchécoslovaquie trois jours après l'occupation : « J’ai traversé des villages, il y avait des tanks un peu partout. (…) et toute la population qui discutait et qui, non pas insultait, mais engueulait si j’ose dire les tankistes. Ce n’était pas une atmosphère de terreur. C’étaient des débats évidemment extrêmement orageux. J’ai entendu une fois des soldats russes qui disaient : ‘Mais nous venons vous délivrer, on nous a expliqué qu’il y avait 40 000 soldats américains et ouest-allemands déguisés en touristes’. Ils étaient très étonnés d’être aussi mal reçus alors qu’ils pensaient qu’ils venaient délivrer.»
Après que les autorités soviétiques se servirent de photographies de ces discussions comme preuve que les envahisseurs étaient bien accueillis, des stations de radio clandestines découragèrent ces pratiques, rappelant à la population que les « images sont silencieuses ».  
Les protestations contre l'invasion durèrent environ sept jours. Leur cessation progressive a été principalement mise sur le compte de la démoralisation de la population due au sentiment d'abandon par ses dirigeants, à la présence massive et intimidante des troupes et des blindés et, surtout, à la passivité des pays occidentaux. 
Beaucoup de Tchécoslovaques virent dans la signature du protocole de Moscou une trahison. 
Une autre explication fréquente vient du fait qu'une grande part de la société étant formée de gens de la classe moyenne, le coût de la résistance continue aurait impliqué la fin d'un style de vie correct, un prix à payer jugé trop élevé.

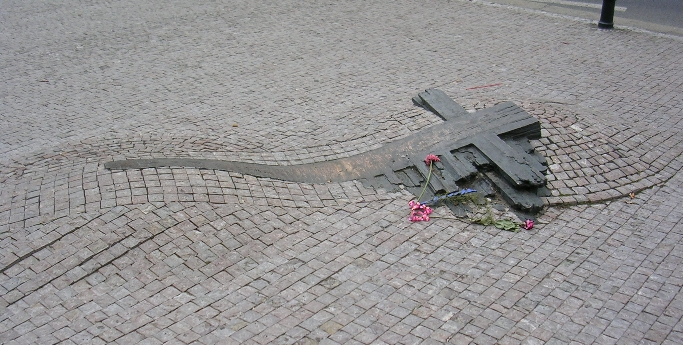
Mémorial à Jan Palach et Jan Zajíc sur la place Venceslas à Prague.

Cependant, la résistance généralisée poussa l'Union soviétique à abandonner son plan initial de chasser le Premier Secrétaire du Parti Communiste, Dubček, qui garda son poste jusqu'à ce qu'il fût poussé à la démission l'année suivante.
L'invasion fut suivie d'une vague d'émigration. En une année, entre 100 000 et 120 000 ont quitté le pays. (À comparer à 200 000 Hongrois qui ont quitté leur pays le premier jour de l'occupation soviétique de 1956.) « L’accueil qui leur a été réservé dans l’ensemble des pays de l’Ouest a été très cordial et solidaire ».
Le 16 janvier 1969, un étudiant, Jan Palach, s'immola sur la place Venceslas à Prague pour protester contre la suppression de la liberté de parole. Ce sacrifice a bouleversé la Tchécoslovaquie. "S'il a déclaré qu'en tant que Président de la République, il ne pouvait approuver le sacrifice du jeune étudiant», le général Svoboda a néanmoins ajouté: «Mais je suis un soldat et, en tant que tel, je suis fier de cet acte d'héroïsme.»"
Finalement, le 17 avril 1969, Dubček fut remplacé comme Premier Secrétaire par Gustáv Husák et la période dite de « Normalisation » débuta. Les pressions de l'URSS s'exercèrent pour contraindre les hommes politiques à confirmer leur loyauté ou à s'écarter du pouvoir. En fait, le groupe qui élut Dubček et mit les réformes en place fut à peu près le même qui annula le programme et remplaça Dubček par Husák. Husák mit un terme aux réformes, purgea le parti des éléments libéraux et renvoya les élites professionnelles et intellectuelles qui s'exprimaient de façon ouverte contre le nouveau cours politique des fonctions publiques et des emplois.
« La journée du 21 août 1969 pendant laquelle les forces de sécurité du régime dit de normalisation battaient et tuaient les Tchèques qui ont refusé de se soumettre à l’occupation soviétique de leur pays est, dans une certaine mesure, une date plus tragique encore que celle de l’invasion de la Tchécoslovaquie par les troupes alliées du Pacte de Varsovie un an auparavant. » C’est ce qu’estime le commentateur du quotidien Hospodářské noviny qui explique : 
« Ces événements témoignent de la rapidité avec laquelle, chez nous, les forces de collaboration et hostiles à la liberté ont été à même de se former, de se concentrer et de donner libre cours à leur brutalité. C’est un memento national qu’il y a lieu de se rappeler à haute voix pour minimiser la probabilité de ce que le côté obscur de notre ‘caractère doux’ ne resurgisse un jour sous telle ou telle forme ».

### Dans les autres pays de l'Est

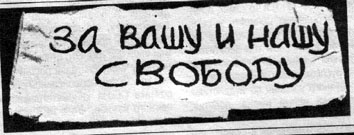
Une des banderoles de protestation tchèque, écrite en russe : « Pour votre liberté et la nôtre ».

Le premier pays à réagir contre l'invasion fut l'Albanie, qui se retira à cette occasion du Pacte de Varsovie.
Le dirigeant yougoslave Josip Broz Tito s'opposa à l'intervention et réaffirma que personne n’avait le droit de recourir à la force « au nom des prétendus intérêts du socialisme ».
De nombreuses personnes en Union soviétique désapprouvèrent l'invasion. Lors de la manifestation du 25 août 1968 sur la Place Rouge, huit protestataires déployèrent des banderoles avec des slogans anti-invasion. Les manifestants furent arrêtés et ensuite sévèrement réprimés. Leur action fut dénoncée comme « anti-soviétique »,.
En République populaire de Pologne, le 8 septembre 1968, Ryszard Siwiec s'immola lors d'un festival des moissons au Stade du 10e-Anniversaire de Varsovie en protestation contre l'intervention en Tchécoslovaquie et le totalitarisme communiste,. Le régime a réussi à cacher ce sacrifice pendant de longues années.
L'impact de l'invasion sembla plus important dans la Roumanie communiste, qui ne prit pas part à l'attaque militaire. Nicolae Ceaușescu, qui était déjà un opposant déterminé à l'influence soviétique et l'un des seuls à s'être déclaré favorable à Dubček, critiqua durement les politiques soviétiques en termes violents dans un discours public à Bucarest le jour de l'invasion.
Bien que la Roumanie s'engageat brièvement du même côté que le dirigeant de la Yougoslavie, Josip Broz Tito, l'alliance était purement conjoncturelle (Ceauşescu était depuis longtemps favorable au principe du « Socialisme à visage humain »). Cela renforça la voie indépendante de la Roumanie dans la décennie suivante, particulièrement lorsque Ceauşescu encouragea la population à prendre les armes pour s'opposer à toute manœuvre de ce genre dans le pays : il reçut une réponse enthousiaste, beaucoup de gens, même non-communistes, se portèrent volontaires pour s'enrôler dans les Gardes patriotiques.
En RDA, l'invasion souleva un vrai mécontentement parmi ceux qui avaient pensé que la Tchécoslovaquie aurait ouvert la voie vers un socialisme plus libéral. Cependant, les protestations — isolées — furent rapidement réprimées par la police est-allemande et par la Stasi.

### À l'ONU
La nuit de l'invasion, le Canada, le Danemark, la France, le Paraguay, le Royaume-Uni et les États-Unis demandèrent la réunion du Conseil de sécurité des Nations unies. Durant l'après-midi du 21 août, le conseil se réunit pour entendre l'ambassadeur tchécoslovaque, Jan Muzik, dénoncer l'invasion. Jacob Malik, l'ambassadeur soviétique, insista pour dire que les actions du Pacte de Varsovie étaient une « assistance fraternelle » contre les « forces antisociales ».
Le jour suivant, plusieurs pays proposèrent une résolution condamnant l'intervention et appelant au retrait immédiat des troupes. George Ball, l'ambassadeur américain, expliqua que « la sorte d'assistance fraternelle que l'Union soviétique apportait ressemblait à l'aide que Caïn donnait à Abel ».

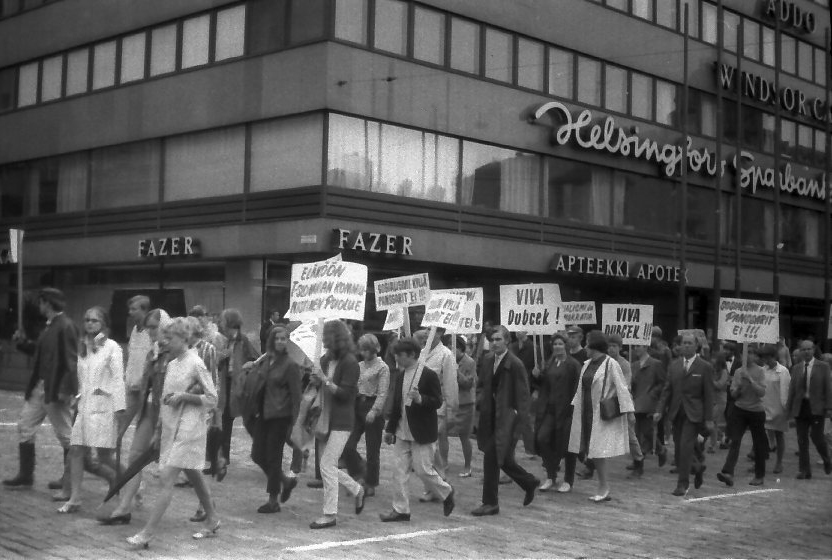
Manifestation à Helsinki contre l'invasion.

Ball accusa les délégués russes d'obstruction parlementaire, estimant que ceux-ci voulaient reporter le vote à un moment où l'invasion serait terminée. L'ambassadeur soviétique continua à parler, usant d'arguments sur l'exploitation par les Américains des matières premières d'Amérique latine ou des statistiques sur le négoce des marchandises tchèques. Finalement, un vote intervint : dix membres supportèrent la motion, l'Algérie, l'Inde et le Pakistan s'abstinrent, la Hongrie s'y opposa et l'URSS fit de même en utilisant son droit de veto. Les délégués canadiens introduisirent immédiatement une autre motion demandant qu'un représentant de l'ONU se rende à Prague et travaille à la libération des dirigeants tchécoslovaques emprisonnés. Malik, l'ambassadeur russe, accusa les pays occidentaux d'hypocrisie, demandant : « qui noie les champs, les villages et les villes du Viêt Nam dans le sang ? ». Le 26 août, soit cinq jours plus tard, un autre vote n'avait toujours pas eu lieu, mais un nouveau représentant tchécoslovaque demanda que le sujet soit retiré de l'ordre du jour.
La position des États-Unis aux Nations unies pouvait être affaiblie par la politique menée par le pays en Amérique centrale. Les délégués américains avaient eu l'occasion de plaider que l'élimination par la force d'un gouvernement de gauche en République dominicaine était un sujet qui relevait du seul ressort de l'Organisation des États américains (OEA), sans que l'ONU interfère, dans la droite ligne de la doctrine Monroe. L'OEA accepta de dire que l'adhésion aux thèses du marxisme-léninisme était assimilée à une attaque armée justifiant l'auto-défense des États-Unis. L'implication croissante des Américains dans la Guerre du Viêt Nam conduisit le Secrétaire général des Nations unies, U Thant, à tirer d'autres conclusions, suggérant que « si les Russes bombardaient et arrosaient au napalm les villages de Tchécoslovaquie », il pourrait être beaucoup plus virulent dans sa dénonciation.

### Dans le reste du monde
Les pays occidentaux adressent simplement une critique verbale de l'intervention. Les dirigeants de l'Ouest étaient en effet convaincus que, dans le contexte de la guerre froide, il était impossible de contrecarrer les actions militaires russes en Europe centrale sans courir un risque de guerre nucléaire.
En Finlande, pays neutre mais se trouvant dans la sphère d'influence soviétique, l'occupation crée un immense scandale. Le Parti communiste finlandais dénonce l'occupation. Cependant, le président finlandais Urho Kekkonen, du Parti du centre, est le premier dirigeant occidental à visiter officiellement la Tchécoslovaquie après l'intervention ; il reçut la plus haute distinction du pays des mains du président Ludvík Svoboda, le 4 octobre 1969.

#### Réaction des partis communistes occidentaux
La plupart des partis communistes des pays occidentaux, comme le Parti communiste italien et le Parti communiste français, condamnèrent l'intervention. La répression par l'URSS du Printemps de Prague voit le PCF se démarquer pour la première fois officiellement de la politique soviétique. Ce parti désapprouve l'intervention sans pour autant la condamner fermement. Cette ambiguïté l'éloigne d'un certain nombre de militants, en particulier des cercles intellectuels qui lui étaient restés favorables. Ainsi, Jean Ferrat, compagnon de route du PCF sans jamais en avoir été membre, prend ses distances avec Moscou et dénonce l'intervention avec sa chanson Camarade (issue sur l'album homonyme), sorti en 1969.
Les partis communistes de Grande-Bretagne, de Belgique, de Suisse et d’Autriche condamnent également l'intervention. Le secrétaire général du Parti communiste portugais, Álvaro Cunhal, soutient pour sa part l'invasion, adoptant une position contraire à celles des autres partis communistes occidentaux.